# آلومینیم فسفید

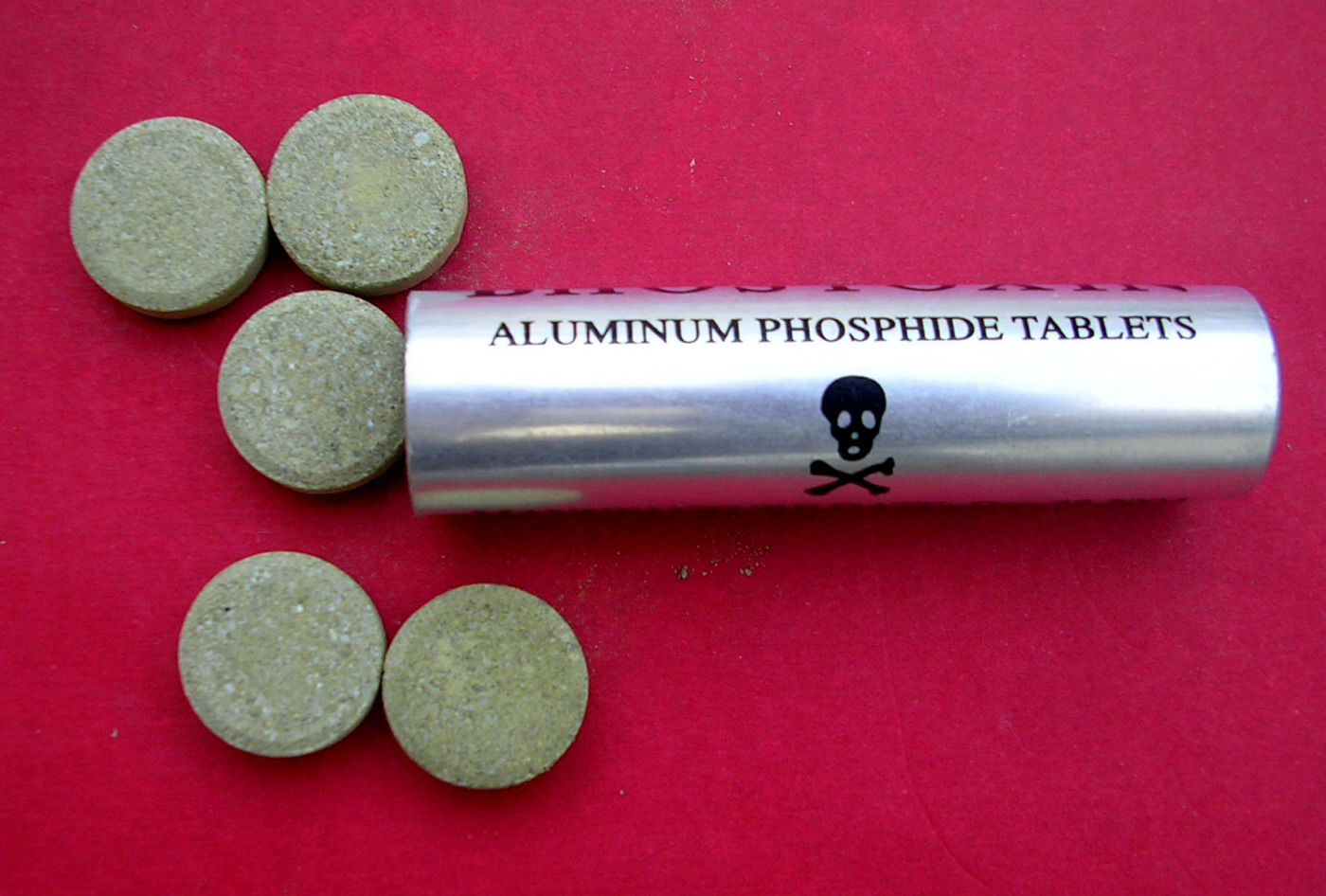
آلومینیم فسفید که در ایران آنرا با نام قرص برنج می‌شناسند.

آلومینیم فسفید (به انگلیسی: Aluminium phosphide) معروف به قرص برنج یک ترکیب شیمیایی است که با فرمول AlP شناخته می‌شود. مواردی در ایران گزارش شده که از این ماده برای خودکشی استفاده کرده‌اند. از این ماده سمی به اشتباه در ضد عفونی مواد خوراکی مانند برنج و خرما نیز استفاده شده است.

## عوارض مصرف خوراکی
این قرص به دلیل داشتن ترکیب خطرناکی از فسفیدها در صورت مصرف خوراکی یا بوییدن، توسط انسان موجب ایجاد عوارض حاد گوناگون و در نهایت مرگ سریع و زجرآور می‌شود. به همین دلیل امروزه یکی از عوامل خودکشی خوردن این قرص است.
این قرص ظرف سه تا چهار ساعت سیستم تنفسی و قلب را دچار مشکل می‌کند و فرد در اثر مرگی دردناک و زجرآور خواهد مرد. بر اساس آمارهای گزارش شده از پزشک قانونی تهران در سال ۱۳۹۲، ۶۶۱ نفر بر اثر مسمومیت با قرص برنج جان خود را از دست داده‌اند.

## نحوهٔ اثرگذاری
در صورتی که فرد قرص برنج را بخورد یا بوی آن را استشمام کند دچار مسمومیت خواهد شد و در صورتی که سم از بدن وی خارج نشود مرگ حتمی را در پی خواهد داشت.
خاصیت سمی آلومینیوم فسفید به خاطر گاز فسفین (که دارای ویژگی سیتوتوکسیتی است) می‌باشد که باعث جراحات رادیکال آزاد گردیده و از فعالیت آنزیم‌های سلول‌های حیاتی جلوگیری و بافت‌ها را نابود می‌کند. واکنش آلومینیوم فسفید با آب بدن باعث ایجاد گاز فسفین می‌شود که در زیر بیان شده‌است:
AlP + 3 H2O → Al(OH)3 + PH3, andAlP + 3 HCl → AlCl3 + PH3 (معده)

## دلیل مصرف خوراکی
بر اساس گزارش‌ها به سه دلیل افراد ممکن است از این قرص استفاده کنند
1. مصرف اشتباه قرص موجود در برنج که در ایران باعث مرگ دسته‌جمعی چندین خانواده شده‌است.از این ماده سمی متاسفانه در ضد عفونی محصولاتی نظیر خرما نیز استفاده شده است.
2. مصرف قرص‌های قلابی توهم‌زا که دارای ترکیبات قرص برنج هستند یا خود قرص برنج هستند.
3. مصرف جهت خودکشی سریع، که کارشناسان معتقدند مرگ صورت گرفته با این قرص سریع و دردآور است.[۷][۸]

## جایگزین
با توجه به پیشرفت‌های حاصله جایگزین‌های کم خطر و مناسبی برای دفع آفات برنج وجود دارد و می‌توان از برنج تراریخته استفاده کرد. از سال ۱۳۹۲ در ایران فروش این قرص در عطاری‌ها ممنوع شد و واردات قانونی آن متوقف گردید.
امروزه قرص‌های برنج منبع معدنی و گیاهی دارند.